# Pèsols negres
Els pèsols negres són un plat típic del Berguedà. Només es fan a l'alta muntanya. De fet es tracta de pèsols deixats assecar com una altra llegum (cigrons, mongetes…). S'acompanyen amb un tros de cansalada ben rostida. Cal deixar-los en remull la nit abans amb una cullerada de bicarbonat per tal que quedin ben tous.
Actualment el 50% de la producció de pèsols negres es concentra al municipi de Gósol. Per donar a conèixer el pèsol negre, l’any 2016 es va organitzar al mateix municipi la primera fira on el pèsol negre va ser protagonista. La seva producció és reduïda, d'entre 5 i 6 tones, conreades en poc més de 6 hectàrees.